# 5. Panzer-Division
5. Panzer-Division var en pansardivision i den tyska armén under andra världskriget. Den sattes upp 1938 som en av de första pansardivisionerna inom Heer. Divisionen deltog i fälttågen i Polen, Frankrike och på Balkan, för att sedan tillbringa resten av kriget på östfronten.

## Befälhavare
- Generalleutnant Heinrich von Vietinghoff (1 sep 1939 - 8 okt 1939)
- Generalleutnant Max von Hartlieb-Walsporn (8 okt 1939 - 29 maj 1940)
- General der Artillerie Joachim Lemelsen (29 maj 1940 - 25 nov 1940)
- Generalmajor Gustav Fehn (25 nov 1940 - 10 aug 1942)
- Generalmajor Eduard Metz (10 aug 1942 - 1 feb 1943)
- Generalmajor Johannes Nedtwig (1 feb 1943 - 20 jun 1943)
- Generallmajor Ernst Felix Faeckenstedt (20 jun 1943 - 7 sep 1943)
- Generalleutnant Karl Decker (7 sep 1943 - 15 okt 1944)
- Generalmajor Rolf Lippert (16 okt 1944 - 5 feb 1945)
- Generalmajor Günther Hoffmann-Schönborn (5 feb 1945 - ? apr 1945)
- Oberst der Reserve Hans Herzog (? apr 1945 - 8 maj 1945)